# Lucy Hillebrand
Lucy Hillebrand, eigentlich Lucie Anna Maria Hillebrand, (* 6. März 1906 in Mainz; † 14. September 1997 in Göttingen) war eine deutsche Architektin.

## Leben und Wirken

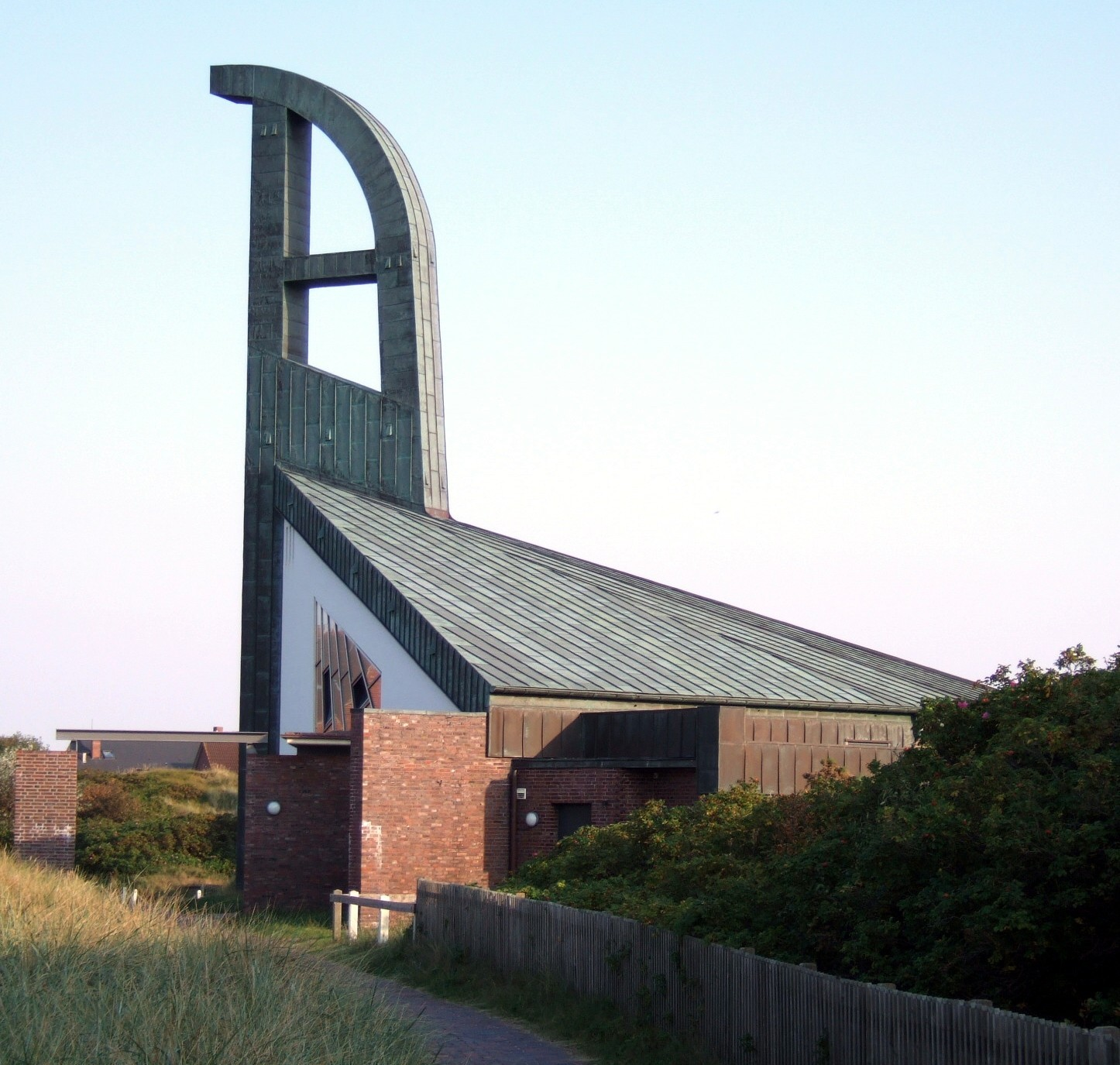
Katholische Kirche St. Nikolaus auf Langeoog (erbaut 1950, Foto 2010)

Nach dem Besuch einer Reformschule besuchte Lucy Hillebrand von 1915 bis 1922 die Höhere Töchterschule in Mainz und legte dort das Abitur ab. Sie studierte von 1922 bis 1925 an der Kunstgewerbeschule in Offenbach am Main (heute HfG Offenbach) und von 1925 bis 1927 an der Werkkunstschule in Köln bei Dominikus Böhm. Seit Studienzeiten benutzte sie den Künstlernamen Lucy Hillebrand.
Ab 1928 hatte sie ein eigenes Büro in Frankfurt am Main, womit sie eine der ersten freischaffenden Architektinnen Deutschlands war. 1927 wurde sie das jüngste Mitglied des Deutschen Werkbundes und nahm 1932/1933 als einzige Frau an dessen zweitem Siedlungsprojekt in Stuttgart teil (Deutsches Holz – Kochenhofsiedlung, unter Leitung von Richard Döcker). Nach 1933 arbeitete sie für das Haus Bensen in Göttingen. Nach 1934 konnte sie ihren Beruf nicht mehr ausüben und war auch persönlich gefährdet, da ihre Mutter Jüdin war. Diese beging 1942 Suizid, um der drohenden Deportation nach Theresienstadt zu entgehen. In dieser Zeit beschäftigte sich Hillebrand vor allem mit Plastiken und Reliefarbeiten.
1943 übersiedelte Lucy Hillebrand nach Göttingen, wo sie 1945 ein neues Büro eröffnete, in dem sie zahlreiche Wohnbauten und Einfamilienhäuser bearbeitete und sich intensiv mit dem Schul- und Erziehungsbau auf der Grundlage neuer pädagogischer Erkenntnisse auseinandersetzte. 1973 gab sie ihr Architekturbüro auf; es folgte eine „Verlagerung der Arbeit auf konzeptionelle und städtebauliche Planungen“.
Der Nachlass befindet sich seit 1986 im Deutschen Architekturmuseum, Frankfurt am Main.

## Familie
Lucy Hillebrand war die Tochter von Fides Laura, geb. Mayer, und dem Mainzer Speditionskaufmann Johann Hillebrand. Sie war in erster Ehe seit 1927 mit dem Juristen Wilhelm Otto und seit 1947 in zweiter Ehe mit dem Politiker Erich Gerlach verheiratet.

## Werke (Auswahl)

### Architektur und Stadtplanung
- 1929: Dapolin-Tankstelle in Frankfurt/Main[2]
- 1929: Einfamilienhaus mit Praxis in Sprendlingen[2]
- 1932–1936: Haus Dr. Bensen, Göttingen-Ostviertel, Herzberger Landstraße 56[5][2]
- 1950: Kirche St. Nikolaus auf der ostfriesischen Nordseeinsel Langeoog[6][7] ⊙
- 1952: Wohnhaus für Helmuth Plessner in Göttingen-Ostviertel, Herzberger Landstraße 97[8][9][10][11]
- 1952–1953: Anbau eines Studentenwohnheims und einer Bibliothek mit Kinosaal an die Villa Levin (Fridtjof-Nansen-Haus) in Göttingen-Ostviertel, Merkelstraße 4[12][13][14][15] ⊙
- 1953–1954: Jugendherberge Torfhaus[16] ⊙
- 1953–1956: Erziehungsberatungsstelle in Hannover
- 1953–1957: Wohnhaus Dr. Ulrici in Göttingen-Ostviertel, Herzberger Landstraße 97a[17]
- 1955: Arztvilla Dr. Wolfgang Bieker in Bovenden ⊙
- 1958: Gewerkschaftshaus in Northeim[18]
- 1969: Ergänzungsbauten im Psychotherapeutischen Klinikum des Niedersächsischen Landeskrankenhauses Tiefenbrunn bei Göttingen[19][20][21]
- 1969: Verwaltungsgebäude der Sollinger Hütte in Uslar
- 1970: Albert-Schweitzer-Kinderdorf in Uslar (Planung bereits 1961)[22][23][24] ⊙
- vor 1971: Planungsleitbild Nikolausberg und Wohnanlage Am Nikolausberg in Göttingen-Nikolausberg (mit Otto Lindner)[25][26][27]
- vor 1971: Bebauungsplan Eschenbreite in Göttingen-Nikolausberg,[28][29]
- Bauvorhaben Lohmühlenweg in Göttingen (nicht verwirklicht).[30]

### Plastik- und Reliefarbeiten

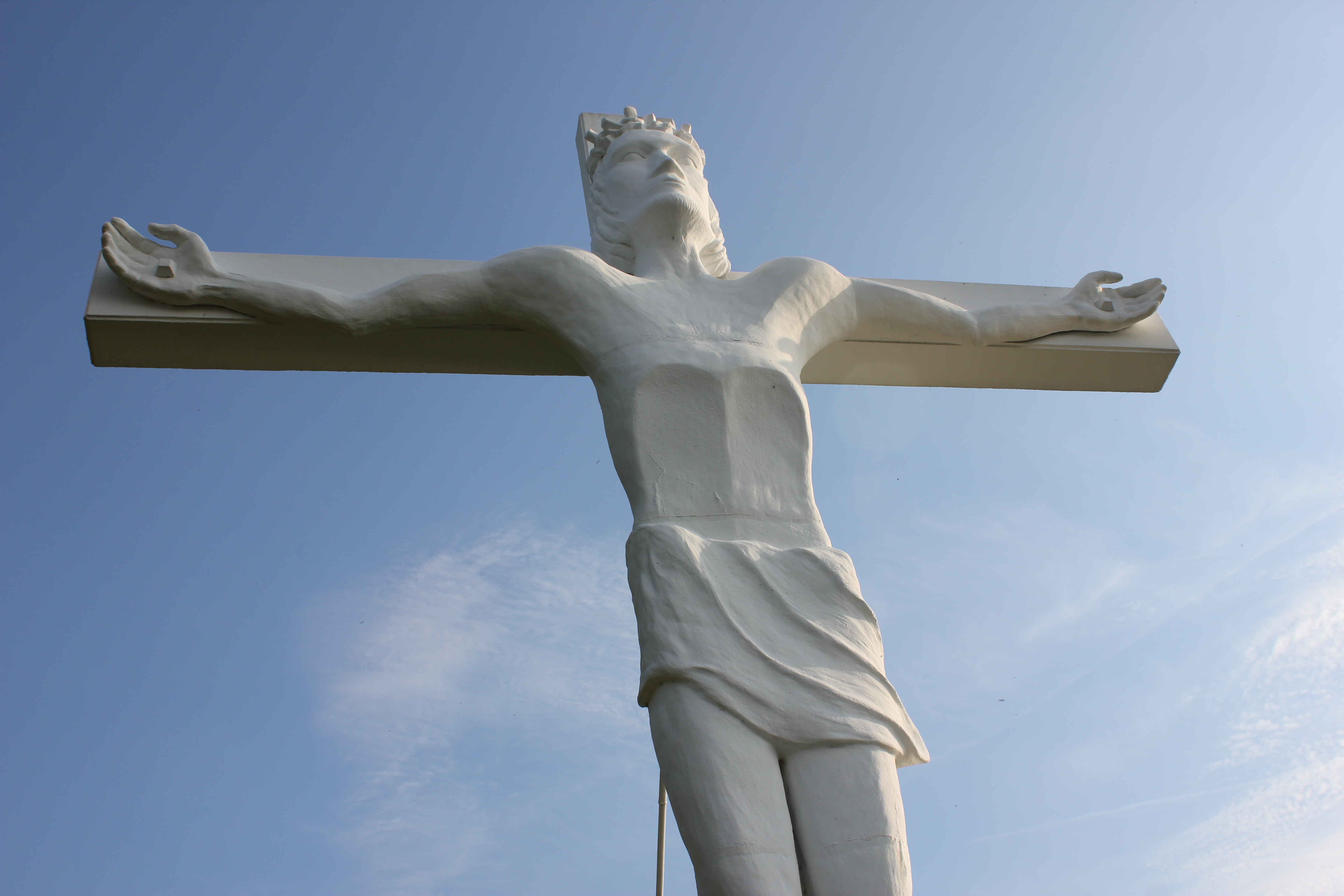
Christusfigur der Architektin Lucy Hillebrand (ca. 1936), 1968 in Wintrich an der Mosel aufgestellt.

Zwischen 1934 und 1945 arbeitete Hillebrand auf Grund der eingeschränkten Arbeitsbedingungen als Architektin verstärkt bildhauerisch. Nur wenige ihrer Werke aus dieser Zeit sind dokumentiert, da sie die Ateliers in Frankfurt und später in Hannover durch Bombenschäden verlor.
Eine von Hillebrands Plastiken steht heute bei Wintrich und Piesport über der Mosel: Hoch über der Moselschleife auf dem Weinberg „Großer Herrgott“ überragt ein Kreuz mit der von ihr gefertigten Christusfigur die Landschaft. Die Betonplastik wurde ursprünglich für die am 29. März 1936 geweihte moderne Hallenkirche St. Elisabeth in Wiesbaden geschaffen und sollte dort die Altarrückwand schmücken. Nach Kritik von Geistlichen besichtigte der Wiesbadener Regierungsbaurat Eberhard Finsterwalder die Kirche und ließ das Kreuz noch vor der Einweihung der Kirche entfernen. Lucy Hillebrand protestierte beim bischöflichen Ordinariat, worauf eine Wiederanbringung in Betracht gezogen wurde. Nach einem Hinweis zu ihrer jüdischen Abstammung verschwand es jedoch im Keller des Pfarrklosters. In den 1960er Jahren wurde die in Einzelteilen gelagerte 7 Meter hohe Skulptur in Kelkheim-Hornau (Hessen) wiederentdeckt und 1968 an einem 9 Meter hohen Kreuz am heutigen Standort angebracht.

## Ausstellungen
- 1932 Teilnahme an der BDA-Ausstellung billige Häuser zu festen Preisen[33]
- 1933 Teilnahme an der BDA-Ausstellung Einraumwohnung für die berufstätige Frau[33]
- 1960: Lucy Hillebrand. Raumprobleme im Bauen, Städtisches Museum Göttingen (16. Oktober bis 28. November 1960, mit zehnseitigem Begleitheft, das Hillebrand-Texte enthält)
- 1982: Teilnahme an der Ausstellung anlässlich 75 Jahre Werkbund Hessen[2]
- 1983/84: Beitrag im Rahmen der Ausstellung Frieden = Quadratur des Kreises?, FRIEDEN, ein Wort und ... Bilder und ..., Galerie Wolfsburg/Braunschweig/Goslar[2]
- 1984: Beitrag: Im Schwungrad der Geschichte und Entwurf zum Vorhof, Stadt im Wandel, Städtisches Museum Braunschweig[2]
- 1985: Lucy Hillebrand - Wege zum Raum, Städtische Galerie im Schloss Wolfsburg[2]
- 1986: Lucy Hillebrand - Wege zum Raum, Lucy Hillebrand zum 80. Geburtstag, Rathaus Göttingen[2]
- 1986: Es kann sein ..., Freunde und geistige Weggefährten der Architektin präsentieren ihre Arbeiten gemeinsam mit LH[2] anlässlich ihres 80. Geburtstags, Galerie Apex, Göttingen[2]
- 1987: Frankfurt[2]
- 1988: Bauen als Impuls, Ausstellung gemeinsam mit Studenten der Gesamthochschule Kassel in der Salzmannfabrik, Kassel
- 1988: Das Werk der Architektin Lucy Hillebrand. Bauen als Impuls, Frauen Museum im Krausfeld, Bonn[2]
- 1998: Museum der Weltreligionen, Beitrag zur Weltausstellung, Sophia[2]
- 1991: Raum-Spiele – Spiel-Räume. Architekturentwürfe und Modelle im Verborgenen Museum, Berlin
- 1994: „die nicht vollendbare Architektur“, Ausstellung des Deutschen Werkbundes im Sprengel-Museum in Hannover[23]
- 1994: Innen – Außen, utopische Behausungen, Historischer Rathaussaal, im Rahmen der Landesausstellung „Natur im Städtebau“ in Duderstadt[34]
- 1996: Ausstellung anlässlich des 90. Geburtstages von Lucy Hillebrand, Künstlerhaus mit Galerie e. V., Göttingen[2]
- 2005: "Die Neuen kommen!", Hannover, München. Über die Situation der weiblichen Avantgarde in der Architektur der zwanziger Jahre, u. a. mit Lucy Hillebrand.[35]
- 2017: „Frau Architekt“, Deutsches Architekturmuseum, Frankfurt am Main (mit Arbeiten von Lucy Hillebrand)[36]
- 2019: Ausstellung “Bekanntes, Verborgenes und Vergessenes” der Laves-Stiftung zum 100-jährigen Jubiläum der Bauhaus-Gründung mit einem Wohnhaus der Architektin Lucy Hillebrand, Bürgerhalle des Rathauses, Wolfsburg[37]
- Weitere Ausstellungsbeteiligungen u. a. in England und Japan[2]

## Ehrungen und Mitgliedschaften

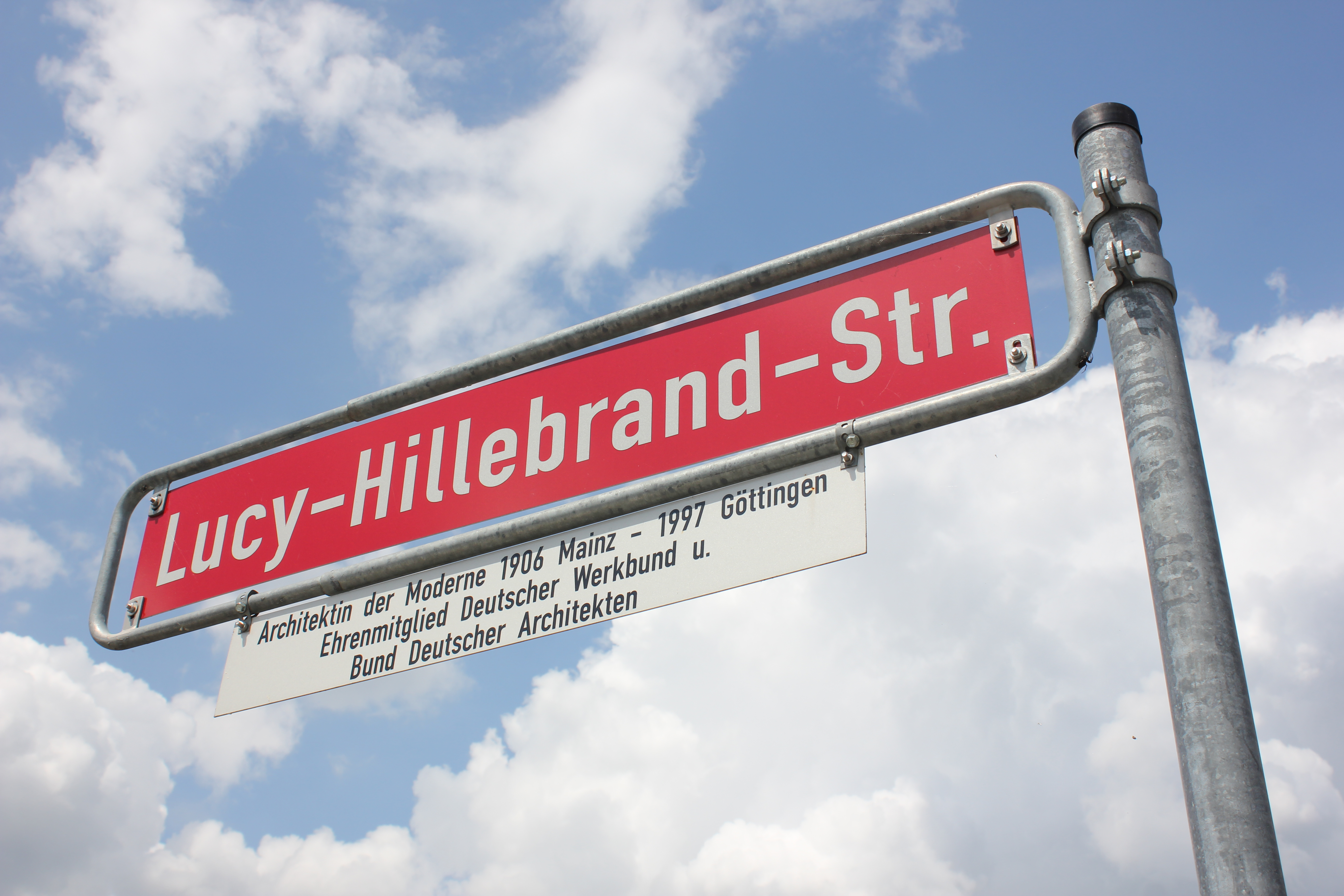
Lucy-Hillebrand-Straße in Mainz

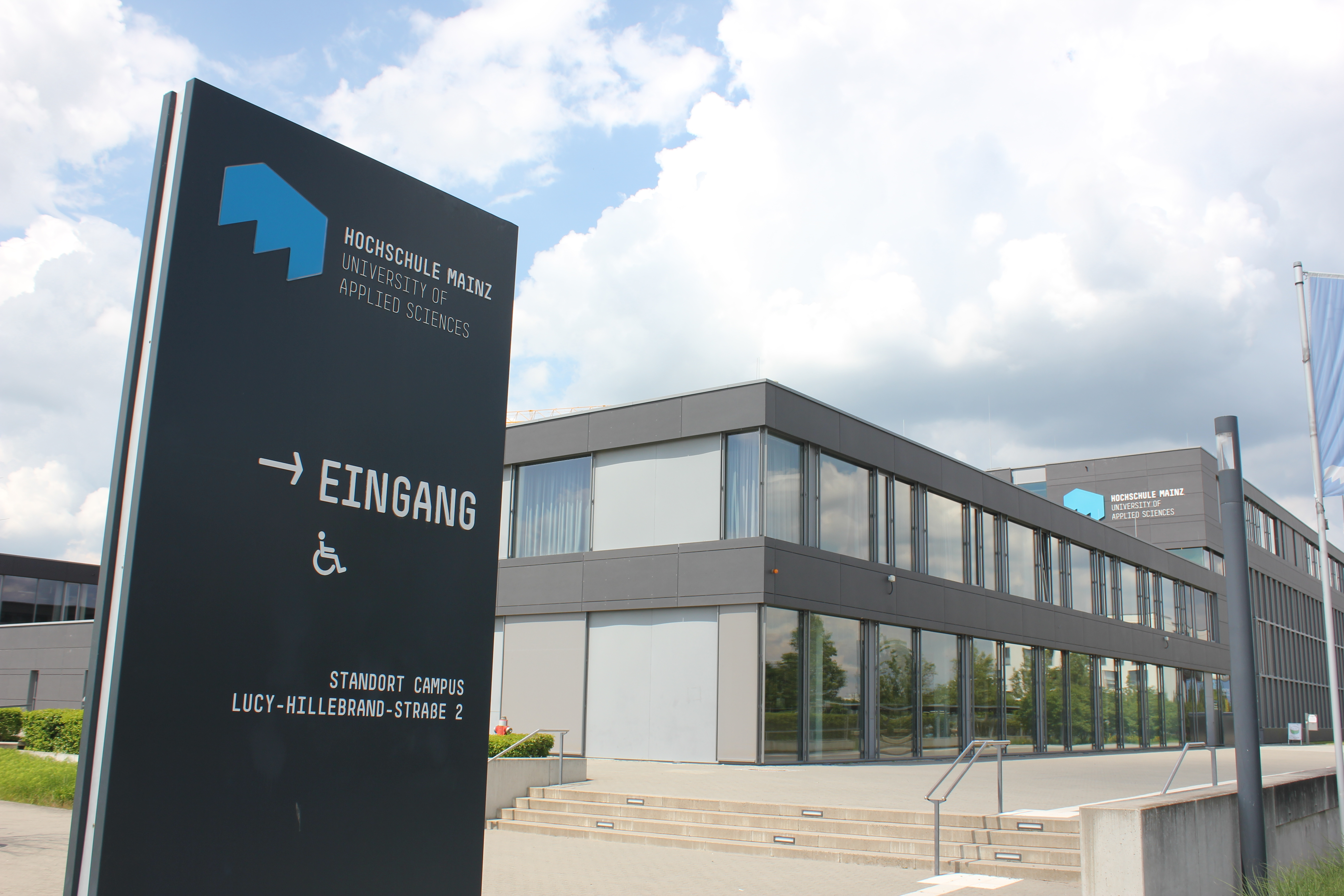
Hochschule Mainz, Lucy-Hillebrand-Straße 2 in Mainz

1948 wurde Lucy Hillebrand in den Bund Deutscher Architekten (BDA) aufgenommen, seit 1973 war sie im Vorstand.
1969–1981 im Vorstand des Bundes Bildender Künstler (BBK).
1972–1982 Mitglied der Kunstkommission des Landes Niedersachsen
1982 verlieh ihr der Niedersächsische Ministerpräsident das Verdienstkreuz 1. Klasse des Niedersächsischen Verdienstordens.
1985 erhielt Lucy Hillebrand die Ehrenmitgliedschaft des Deutschen Werkbundes.
Im Jahre 1987 wurde sie Ehrenmitglied im Bund Deutscher Architekten.
In Mainz wurde 2009 die Lucy-Hillebrand-Straße nach ihr benannt; die Hochschule Mainz hat dort ihre Hauptverwaltung. 2021 beschloss der Heilbronner Gemeinderat, eine neue Straße im Neckarbogen unweit des Hauptbahnhofes nach Lucy Hillebrand zu benennen. Auch im Stadtteil Kalbach-Riedberg in Frankfurt am Main gibt es eine Lucy-Hillebrand-Straße.

## Filme, Filmkonzepte unter Beteiligung von Lucy Hillebrand
- Raum-Bild, Produzent: adh-TV, Rolf auf der Heidt, Hannover.[2]
- 1963 Raumprobleme im Bauen, Produzent: NDR Film, Hans Heinrich Kahl. Inhalt: Raumformen aus Bewegungsgesetzen.[2]
- 1980 Raumwirksamkeiten, Filmkonzept für einen Unterrichtsfilm gemeinsam mit Gerhard Büttenbender von der Kunsthochschule Braunschweig[2]
- 1992 Der noch nicht definierte öffentliche Raum[2]
- 1993 Die nicht vollendbare Architektur, Produzent Dr. Claus Conradi, Präsentation im Rahmen einer Ausstellung vom Deutschen Werkbund in Hannover[2]

## Fernsehberichte über Lucy Hillebrand
- 6. November 1987: Die Architektin Lucy Hillebrand, in: Aspekte, ZDF[2]
- 14. August 1988: Lucy Hillebrand 82. Ein Architektenleben, in: Mosaik, ZDF[2]
- 1. Oktober 1997: Lucy Hillebrand - Architektin, Produzent Claus Conradi, NDR[2][42]

## Schriften (Auswahl)
- Kunst am Bau, in: Der Architekt, Organ des Bundes Deutscher Architekten BDA, 21. Jg., Heft 4/1972, S. 105–107.
- Neue Konzepte für das Dorf, in: Der Architekt, Organ des Bundes Deutscher Architekten BDA, 28. Jg. Heft 6/1979, S. 317–320. ISSN 0003-875X